# Пітер Аллам
Пітер Аллам  (англ. Peter Allam, 26 липня 1959) — британський яхтсмен, олімпійський медаліст.

## Виступи на Олімпіадах
| Олімпіада         | Дисципліна         | Місце |
| ----------------- | ------------------ | ----- |
| Лос-Анджелес 1984 | Летючий голландець | 3     |
| Барселона 1992    | Летючий голландець | 15    |